# Fuerte San Cristóbal (Gracias)
El Fuerte San Cristóbal se encuentra en la ciudad de Gracias, departamento de Lempira, construido sobre una pequeña cima sobre la ciudad, que antiguamente era el centro del poblado de Gracias a Dios, que una vez fue capital de la Nueva España y sede de la Real Audiencia de los Confines en 1544; Gracias fue una ciudad estratégica dentro de la Provincia de Honduras en la era colonial, luego en la época pre-independencia y seguidamente en la transición federal centroamericana.

## Historia
El primer edificio de origen español fue edificado en el siglo XVII, en el cerro "San Cristóbal", y del cual se conservan dos cañones con el emblema de Carlos IV de España. En 1850 se reconstruyó el fuerte por orden del licenciado Juan Lindo, temiendo una invasión de Guatemala. Pero no fue hasta 1863 que empezaron las obras del presente fuerte, que quedó concluido entre los años 1875 y 1876, en la administración del Capitán general José María Medina. Su finalidad era la de defender la ciudad desde su punto estratégico de las invasiones de los ejércitos enemigos. Desde sus muros pintados en color blanco estaban colocadas las armas de fuego y los cañones que defendían el perímetro. Cuenta con varios torreones de vigilancia, y en el centro descansa el cuartel de mando, polvorín, hospital, etc.

## Turismo
El monumento del siglo XIX se encuentra abierto al público nacional y extranjero, además en esta descansa la tumba del presidente de Honduras Licenciado Juan Nepomuceno Fernández Lindo y Zelaya y cuya placa conmemorativa contiene la siguiente leyenda: "Puedes ser un gobernante odiado de tu tiempo, pero si quieres que te favorezca el voto de las generaciones venideras, !Abre escuelas!. Juan Lindo.".

## Galería

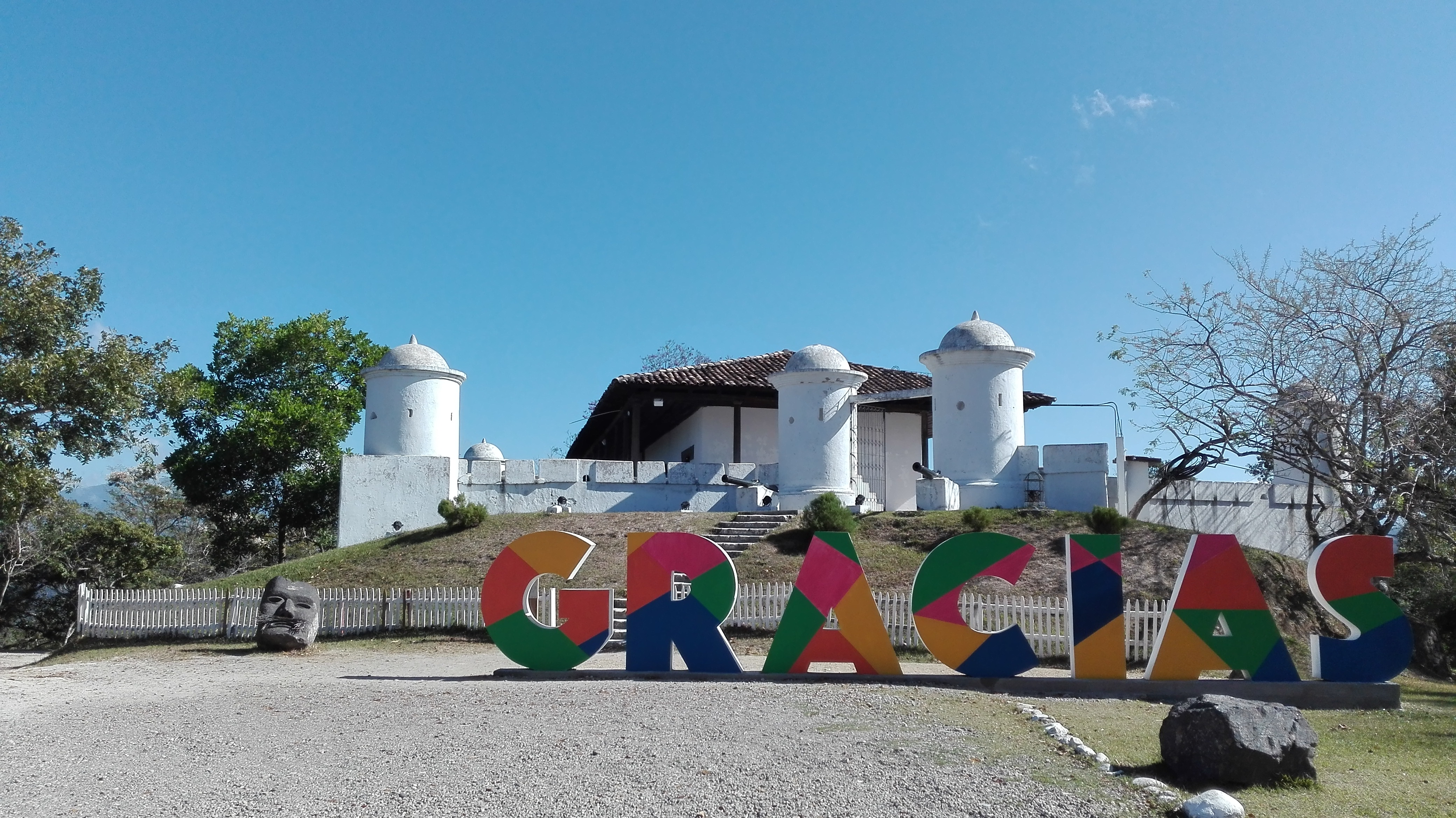
Vista frontal del castillo
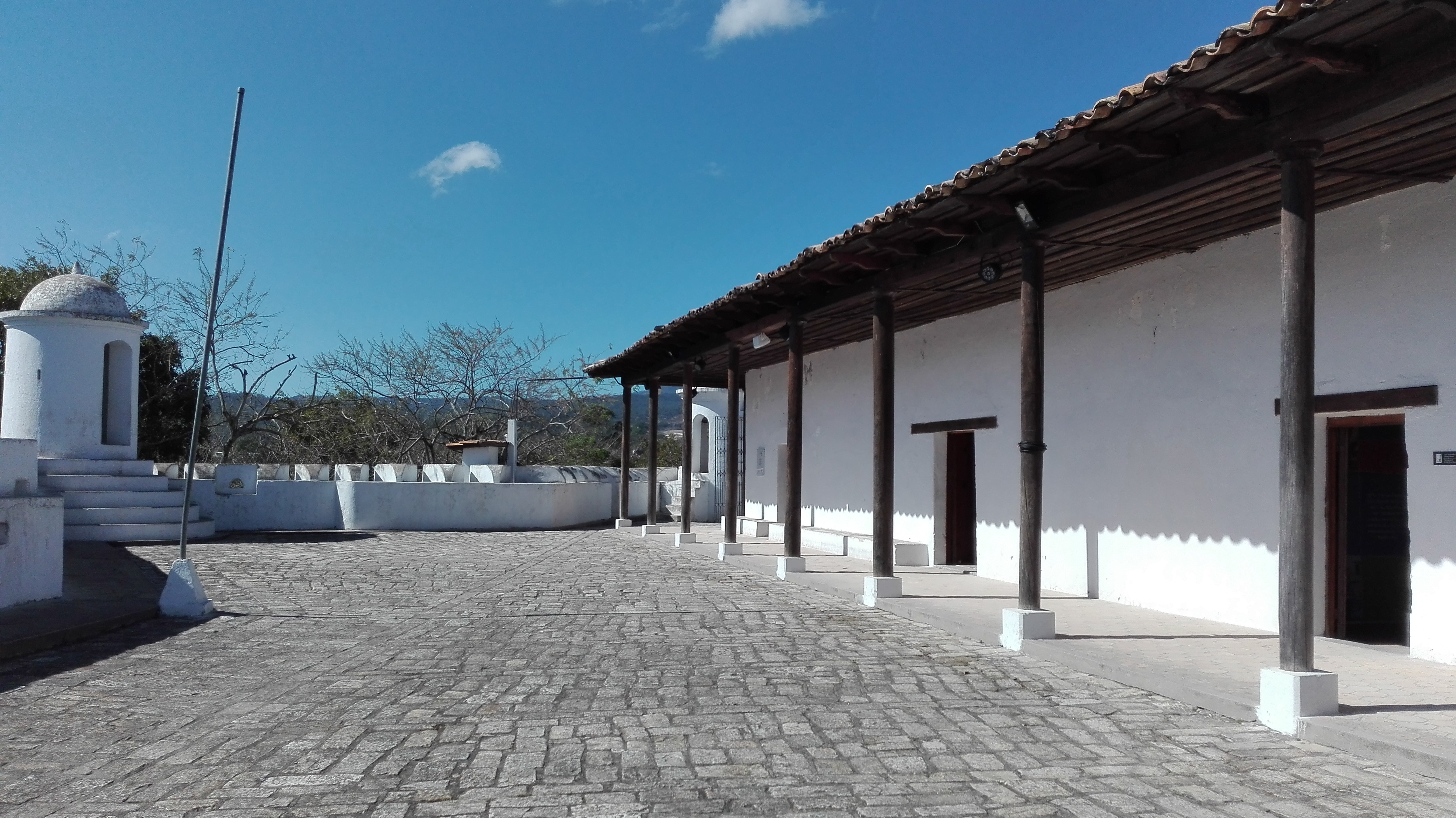
Vista sección izquierda
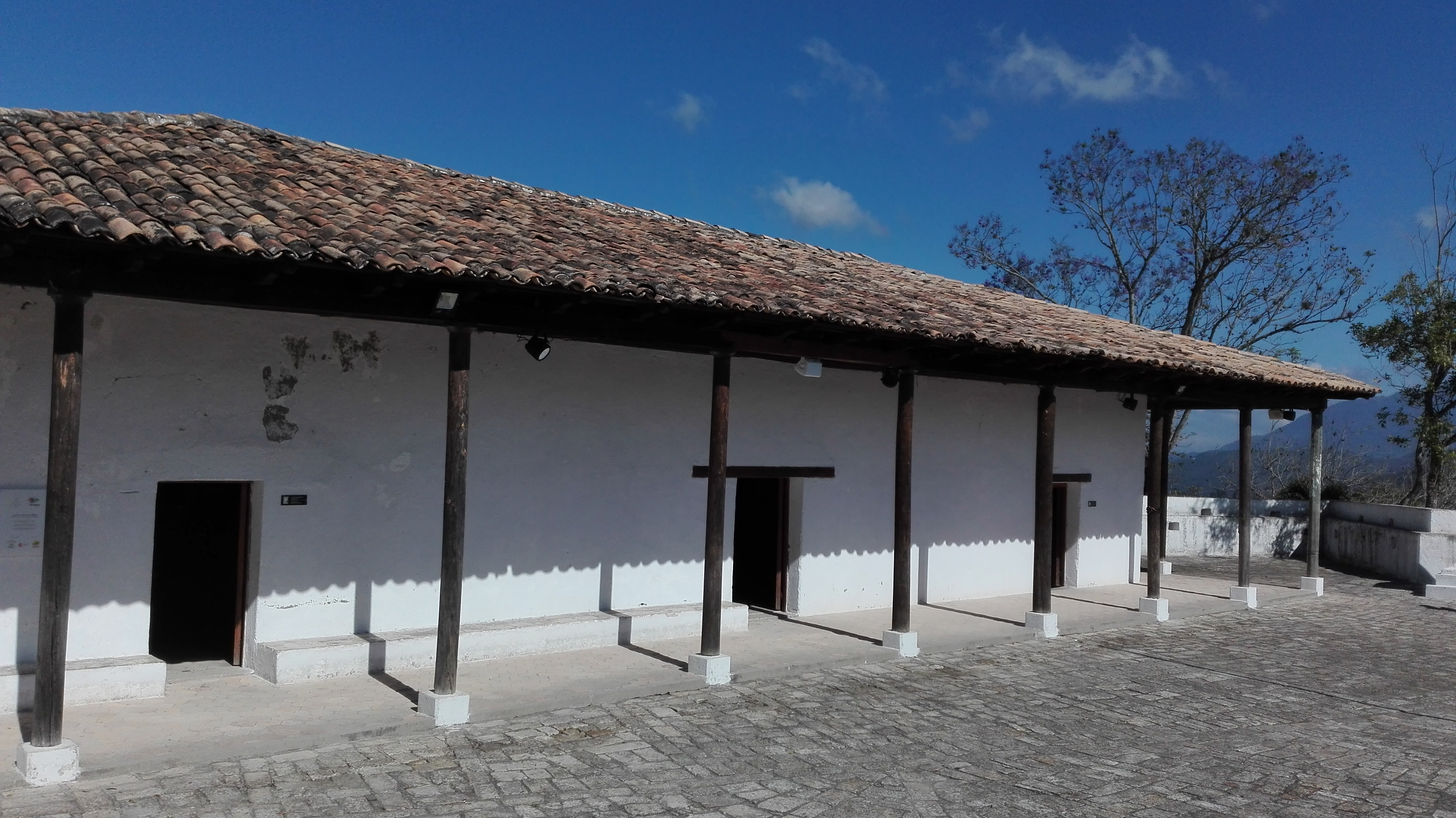
Vista frontal del edificio principal
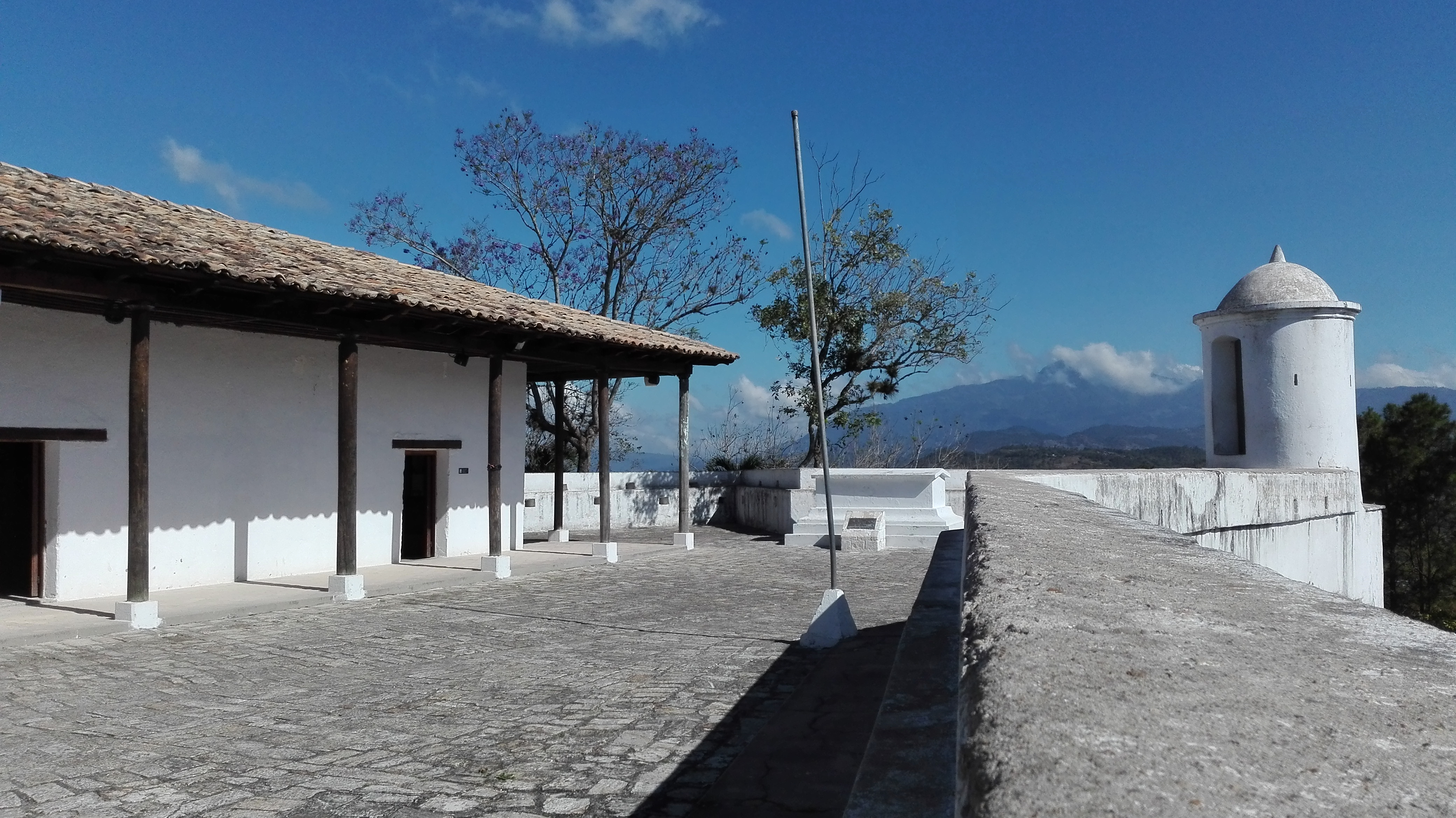
Vista sección derecha
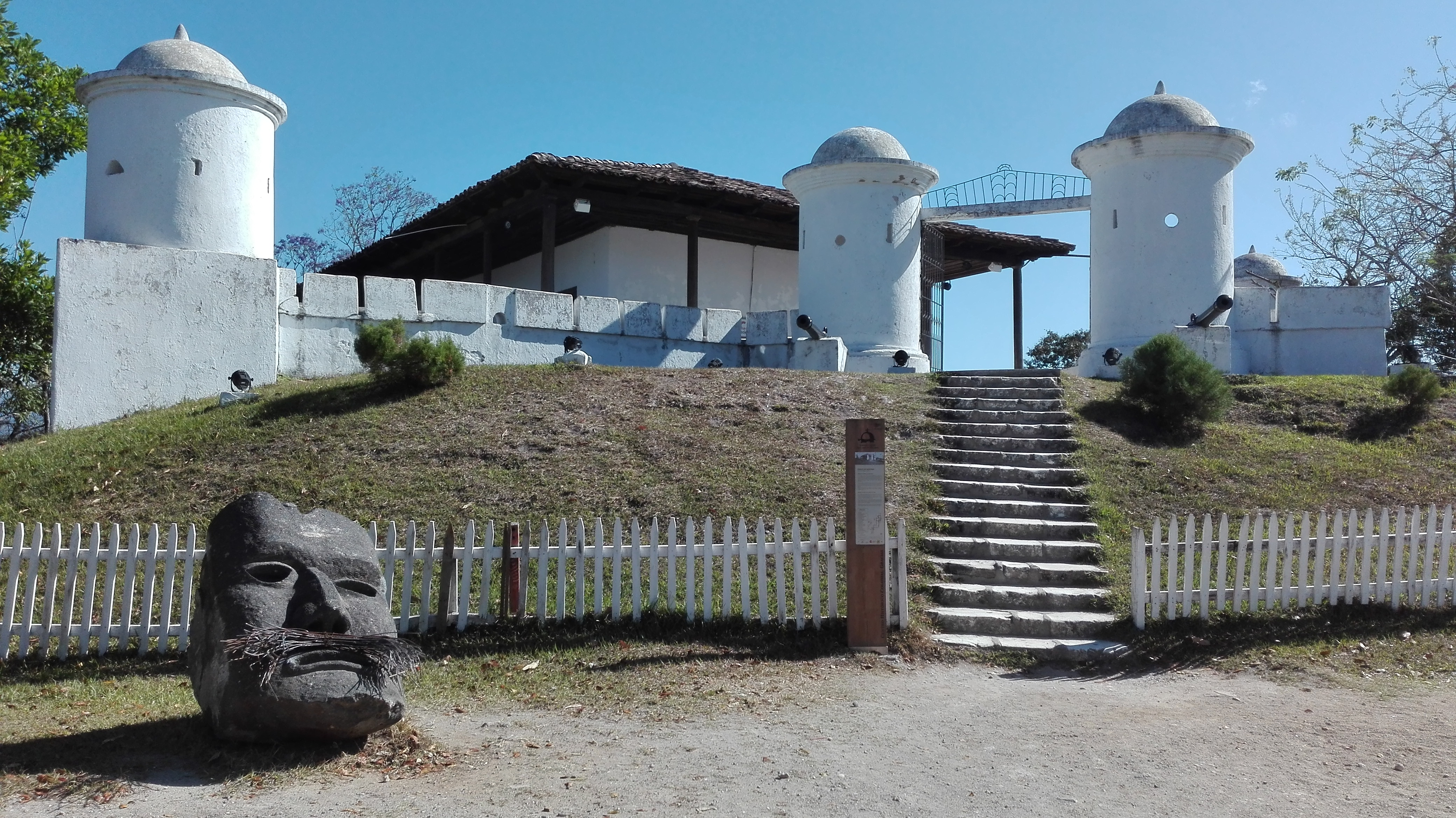
Entrada al castillo
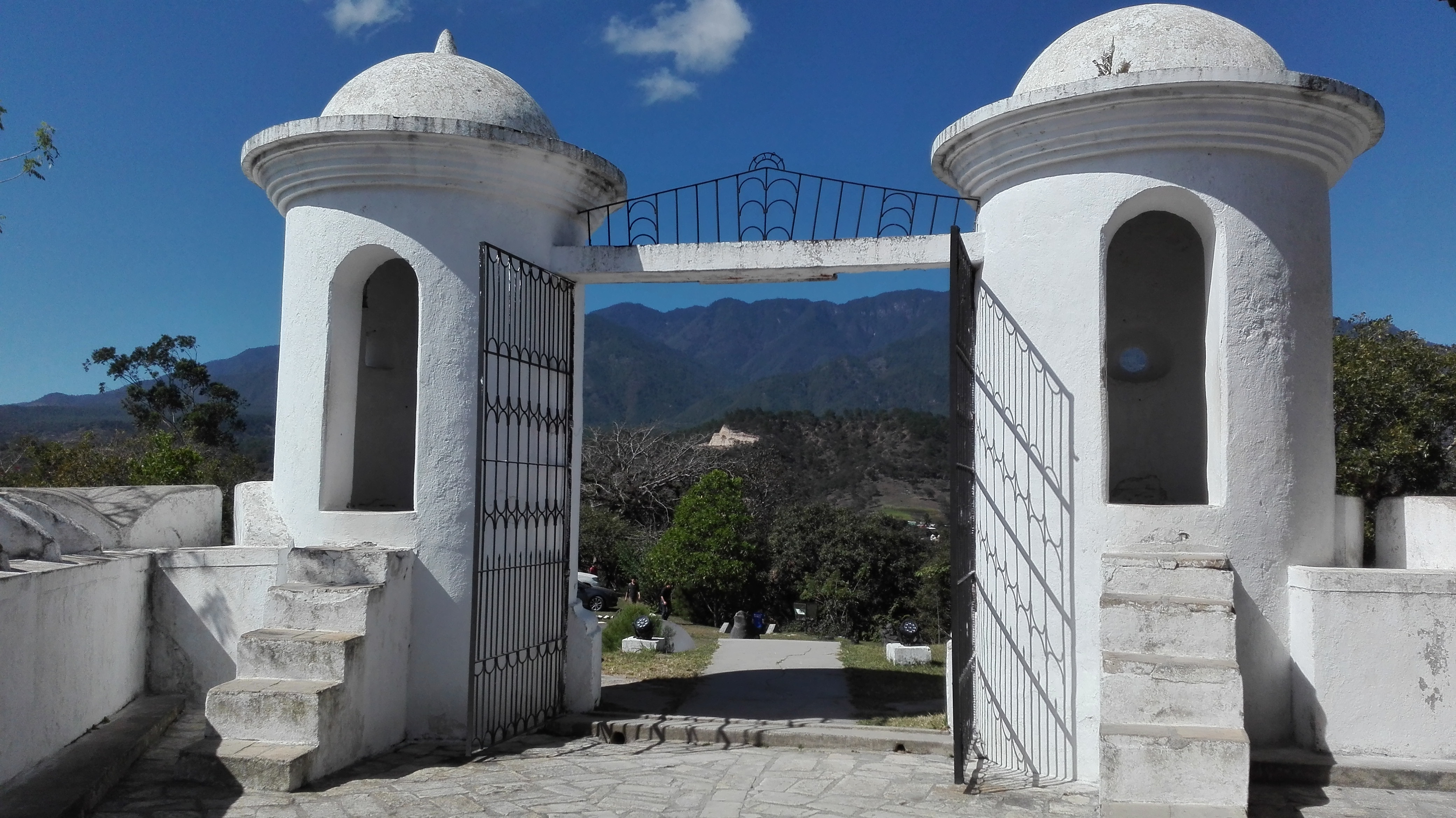
Entrada principal
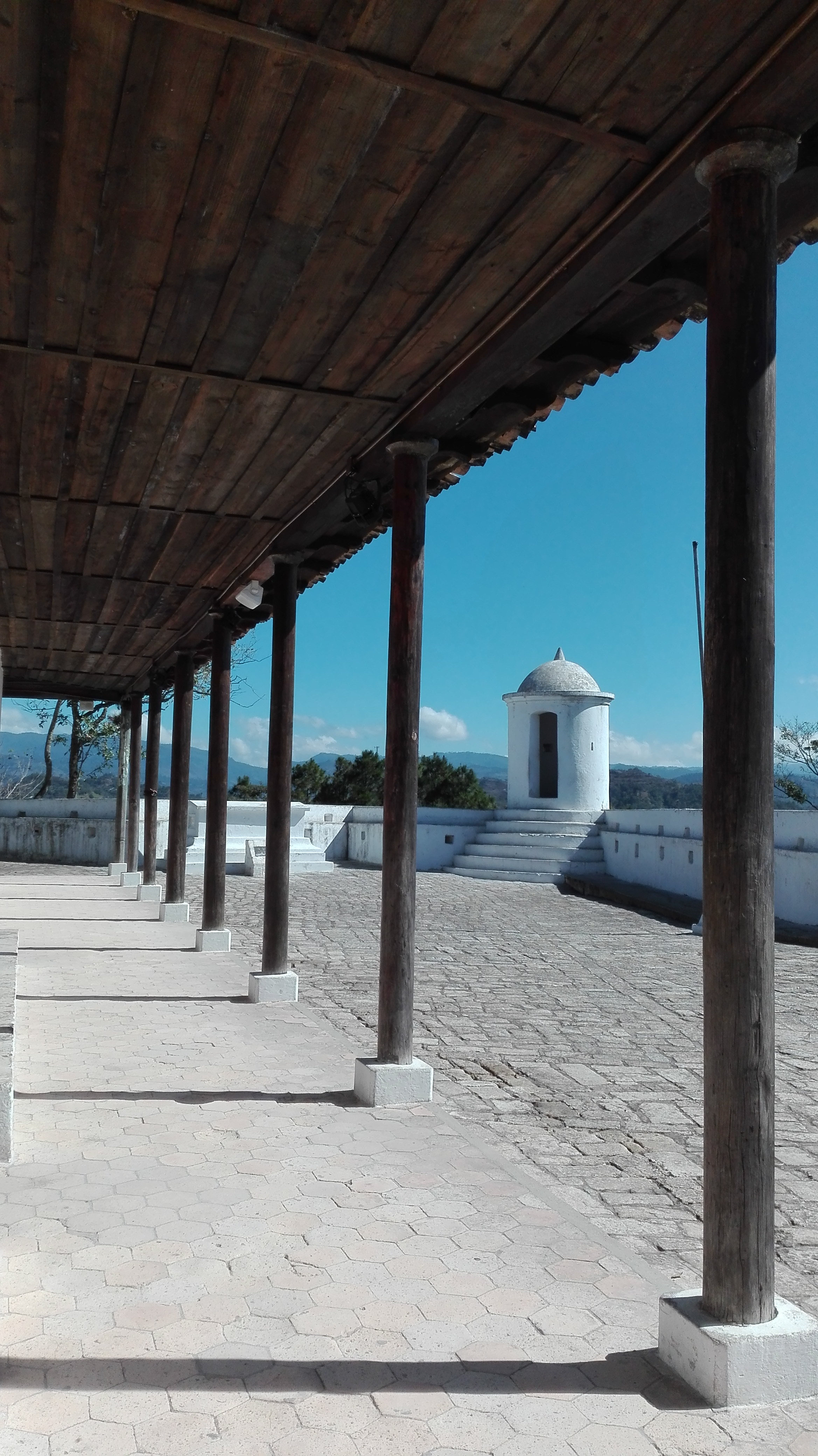
Corredor del edificio principal
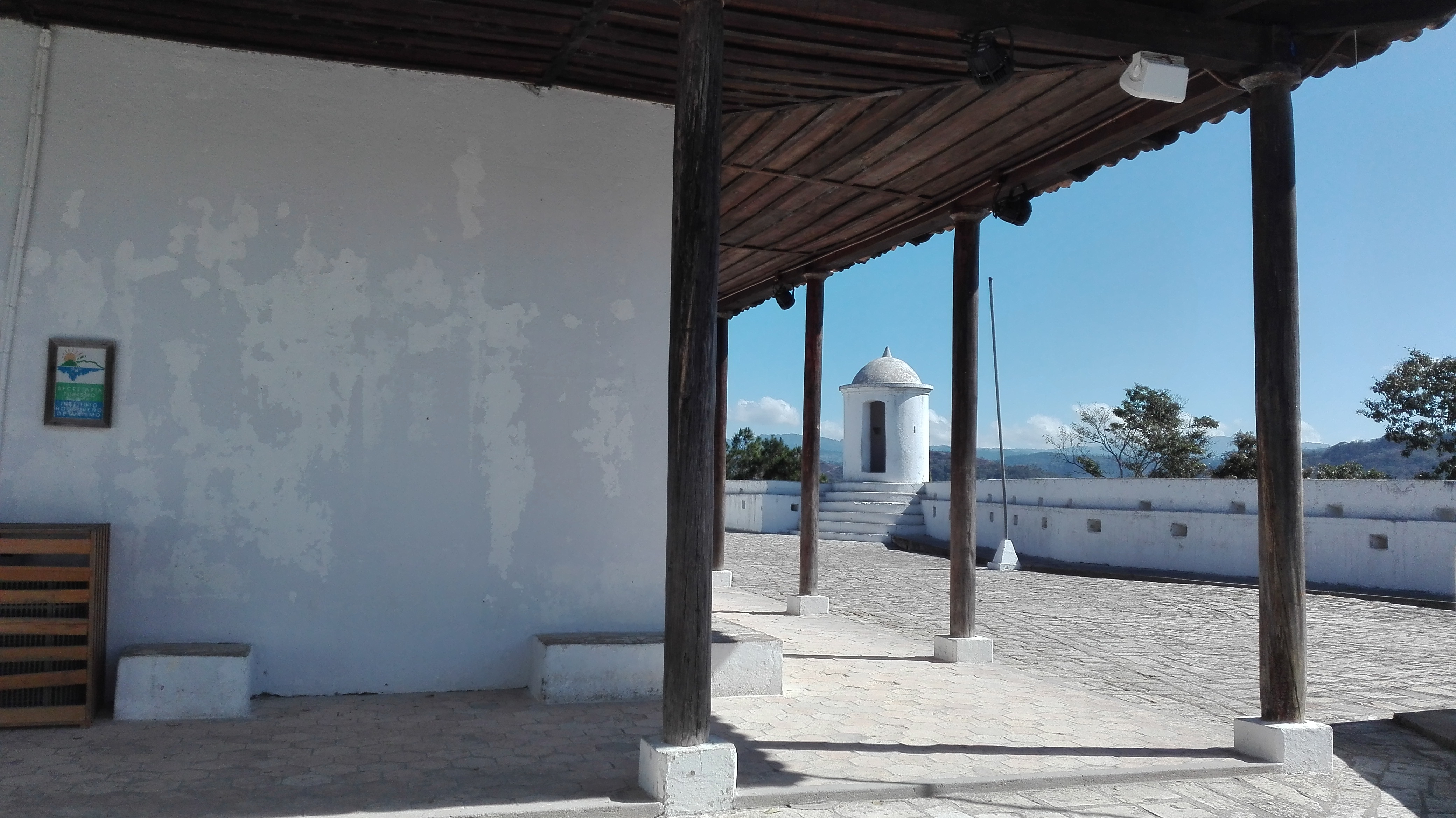
Vista del castillo